# Alt 47
Alt 47,  / o Slant en inglés, es una novela de ciencia ficción del escritor estadounidense Greg Bear, publicada en el año 1997.
El nombre en inglés de esta novela hace referencia al símbolo de la barra inclinada del teclado o / (slash en inglés). La apariencia de este carácter hace que la novela se conozca en inglés como Slant. Alt 47 se eligió como título en la versión española porque esta combinación de teclas permite obtener el carácter / en la mayoría de los ordenadores personales.
Esta novela es la continuación cronológica de Reina de los ángeles, y retoma a varios de los personajes de la primera novela. La obra se sitúa en el mismo universo dominado por la nanotecnología descrito en las novelas paralelas Heads, Marte se mueve, y la citada Reina de los ángeles. Como en su predecesora directa, se describen las historias paralelas de varios personajes desde su propia perspectiva, aunque aquí el autor sí elabora una larga secuencia de eventos que terminan por reunir a los protagonistas y sus historias.

## Reseña
La sociedad ha llegado a un punto tal de avance en la nanotecnología, que los problemas mentales empiezan a ser cosa del pasado gracias a "la terapia", la cual modifica el sistema nervioso para eliminar conductas destructivas o antisociales. Sin embargo una sociedad más sana no es necesariamente una sociedad más justa. En la sociedad descrita por el autor, existen los seres humanos naturalmente bien adaptados (los naturales), los que han recibido alguna terapia (terapiados) y formando una casta inferior, los que no están bien ajustados pero tampoco pueden o quieren pagarse la terapia.
Cuando se empieza a registrar un aumento inexplicable de casos de recaídas en humanos terapiados, con resultados desastrosos, varios personajes van a intentar desentrañar un misterio que puede poner en peligro la estabilidad de una sociedad en donde la mayoría han recibido una terapia para curar sus desbalances naturales.
La detective Mary Choy, ya presente en la obra anterior, ahora desempeña su trabajo en la ciudad de Seattle, y deberá seguir la pista de misteriosos casos de crímenes cometidos por personajes varios, que parecen haber perdido la razón por causas inexplicables. Así como el suicidio de un importante empresario, que antes de morir dejó sin querer información reveladora en manos de una actriz pornográfica, la cual se verá en serio peligro por ello.
El psiquiatra Martin Burke, reconvertido en la terapia mental, también tratará de averiguar las causas del aparente pico en las recaídas de pacientes terapiados. Y sus pesquisas lo llevarán inadvertidamente hacia el empresario difunto y un grupo oscuro y elitista de personajes influyentes, que es investigado por Mary Choy.
La computadora pensante Jill, será contactada por un pensante de origen desconocido y que no se parece en nada a cualquier otro de los de su clase. Experimentado por primera vez la sensación de estar acompañada por alguien distinto a ella y semejante a la vez. Sin embargo deberá aprender también lo que significa la prudencia, pues el extraño parece tener facultades inéditas para burlar los sistemas de seguridad.
Un ladrón y mercenario que es más de lo que aparenta, intentará entrar para robar los presuntos tesoros escondidos en un mausoleo de conservación nanotecnológico (el Omphalos) para los ricos y poderosos, en el estado independiente de Idaho. Aunque en este mausoleo los residentes no están precisamente muertos, únicamente en espera de mejores tiempos en los cuales su deseo de inmortalidad pueda volverse realidad. Se implica que obtener una extraordinaria longevidad ya es posible médicamente, pero que está prohibido, los que deciden volverse cuasi-inmortales son llamados elhoim, y deben abandonar la Tierra, los que no deseen irse, se pagan un lugar en un Omphalos, donde pueden burlar la ley. 
A lo largo de la trama, se verá que el pensante y los durmientes en el Omphalos están directamente involucrados en una conspiración mayúscula por parte de supremacistas "naturales", para provocar el colapso de la sociedad y eliminar a los que consideran como un "lastre" de la especie humana: los terapiados y los inadaptados.